# 簔口祐介
簔口祐介（1965年8月23日—），前日本足球運動員，並參加1988年亞洲盃足球賽。

## 俱乐部生涯
1988年，簔口祐介在市原JEF聯开始足球生涯，1993年转会至PJM Futures，1995年转会至福岡黃蜂，1996年转会至大分三神。